# Шерцль, Ричард Иванович
Ричард Иванович Шерцль (чеш. Richard Šercl; 19 сентября 1850, Прага — не ранее 1914) — российский филолог, специалист по классической филологии и античной нумизматике, доктор римской словесности, профессор Харьковского университета.

## Биография
Младший брат известного лингвиста Викентия Шерцля. Образование получил в Праге: Училище Св. Марии Виктории, Пражская академическая гимназия, Пражский университет (1868—1872; окончил курс по отделению классической филологии). В студенческие годы изучал самостоятельно русский язык, намереваясь вслед за братом переехать в Россию. С 1872 по 1874 занимался в Петербурге: славянский стипендиат Министерства народного просвещения. Принял российское подданство.
Выдержав экзамен на право преподавания в российских гимназиях, добился направления в Харьков, где в то время служил Викентий. Преподавая древние языки в 1-й и 2-й Харьковских гимназиях, подготовил, при поддержке брата, магистерскую диссертацию о развитии индоевропейской падежной системы в древнегреческом и латинском языках — «Разбор местного и дательного в классических языках» (Харьков, 1880; защищена в том же году в Харьковском университете). С 1882 года основным местом службы Шерцля становится Харьковский университет: доцент по кафедре римской словесности 1882 г., экстраординарный профессор 1890 г., ординарный профессор 1894 г. Действительный статский советник 1909 г.
С 1886 он также заведовал университетским нумизматическим кабинетом. Систематизируя и описывая коллекции монет и медалей, увлекся нумизматикой и собрал материал для докторской диссертации о развитии античных денег — от их первобытных суррогатов до римских монет периода республики — «Римское монетное дело» (Харьков, 1893). Член Московского нумизматического общества. Немногочисленные статьи Шерцля 1890-х годов тематически также связаны с диссертацией: «Значение изображения созвездий на римских денариях» (Филологическое обозрение. VI. 1894), «Греко-римская геральдика» (Χαριστήρια. Сборник статей по филологии и лингвистике в честь Ф. Е. Корша. М., 1896) и др.
Главным итогом нумизматических занятий Шерцля явился добротный обзор коллекции монет и медалей Харьковского университета: более десяти лет публиковался частями в университетских записках, в завершённом варианте издан в 1910—1912 годах — «Описание медалей и монет, хранящихся в Нумизматическом кабинете Харьковского университета» (Харьков). Сочинение включало три части: I. «Медали и монеты средних и новых веков»; II. «Древние монеты с включением византийских»; III. «Восточные монеты».
Начало Первой мировой войны застало Шерцля в Европе: в конце 1914 г. о высылке ему пенсии хлопотало испанское посольство в Бухаресте. Сведения о месте и времени его кончины не обнаружены.